# Jak vyzrát na test
Jak vyzrát nad test (v anglickém originále How the Test Was Won) je 11. díl 20. řady (celkem 431.) amerického animovaného seriálu Simpsonovi. Scénář napsal Michael Price a díl režíroval Lance Kramer. V USA měl premiéru dne 1. března 2009 na stanici Fox Broadcasting Company a v Česku byl poprvé vysílán 22. listopadu 2009 na stanici ČT2.

## Děj
Marge a Homer oslavují začátek nového školního roku. Bart se dozvídá, že v cvičném testu viceprezidenta na nadcházející písemku získal perfektní výsledek, když přes celou stránku napsal „Slurp My Snot“. To mu umožní zúčastnit se pizza párty ve vrtulníku. Ukáže se však, že to všechno je jen lest, která má školu očistit od všech slabých žáků. Bart ve skutečnosti neprošel testem a vrtulník je školním autobusem. On, Nelson, Ralph, Kearney, Dolph a Jimbo jsou odvezeni Ottem do hlavního města spolu s ředitelem Skinnerem, kterého do autobusu protlačil inspektor Chalmers ze stejných důvodů jako ostatní cestující. 
Cestou se Ralph zastaví na přestávku na záchod a autobus je rozebrán a ukraden vandaly (zatímco v něm stále sedí Otto). Skupina se pokusí zbytek cesty ujít pěšky, ale Ralph se jim ztratí na bárce s odpadky. Skinner dá prakem signál nákladní lodi, aby Ralpha zachránila svým jeřábem, ale omylem omráčí řidiče. Skinner zachrání Ralpha sám tím, že vyskočí na palubu přepravního kontejneru zvednutého jeřábem a využije zákon zachování momentu hybnosti. Nakonec se kontejner otočí do polohy, která Skinnerovi, chlapcům a Ottovi umožní běžet podél jeho horní části a vyskočit na bárku. Jak se ukáže, bárka míří ke Springfieldské základní škole. Chlapci nyní věří, že vzdělání je díky Skinnerově záchraně působivé, a tak Skinner chlapcům až do příjezdu čte Dobrodružství Huckleberryho Finna, což se jim líbí. 
Ve škole se Líza nedokáže soustředit na test, protože ji trápí myšlenka, že Bart je chytřejší. Z celého testu nezodpoví ani jednu otázku, ovšem když test skončí, přijde ředitel Skinner a celý test zruší. 
Mezitím se Homer opozdí s platbou pojistného a bude pojištěn až od 15 hodin, takže si do té doby nemůže ublížit. Po návratu domů jej zaplaví série představ podivných nehod a musí zajistit bezpečnost celého Margina knižního klubu, dokud ještě není pojištěný. Nakonec hodí nůž do hlavy panu Burnsovi, když náhodně vstoupí na pozemek Simpsonových, ale až v 15.01.

## Produkce
Tuto epizodu napsal Michael Price, který vycházel ze svých zkušeností bývalého středoškolského učitele angličtiny. V dřívějším návrhu třetího dějství se Skinner a chlapci dozvědí, že viceprezident je v hlavním městě, a plánují se s ním setkat, aby mu vysvětlili, proč zmeškali test.

## Kulturní odkazy
Epizoda končí tancem postav stejným způsobem jako postavy v závěru filmu Footloose: Tanec zakázán z roku 1984; scéna je také zasazena do titulní písně Kennyho Logginse z filmu. Ralph věří, že krysa je postava Elma ze Sezame, otevři se, zatímco Skinner čte studentům Dobrodružství Huckleberryho Finna od Marka Twaina. Gaučový gag epizody zahrnuje rodinu, která přehrává scény ze sitcomů z různých desetiletí: Dick Van Dyke Show ze 60. let, The Brady Bunch ze 70. let a Na zdraví z 80. let. Jako vtípek přichází Levák Bob do pasáže Na zdraví převlečený za doktora Frasiera Cranea; obě postavy ztvárňuje Kelsey Grammer.
Otto si pobrukuje „Jízdu valkýr“ Richarda Wagnera, zatímco se domnívá, že letí vrtulníkem, což je odkaz na pasáž útoku vrtulníku ve filmu Apokalypsa z roku 1979. V epizodě zazní „Óda na radost“ z 9. symfonie Ludwiga van Beethovena, „Fantasie Impromptu 66“ Frédérica Chopina a „Gonna Fly Now“, znělka z filmu Rocky z roku 1976. Ralph zpívá „Wannabe“ od skupiny Spice Girls.

## Přijetí
Po odvysílání se epizoda setkala se smíšenými ohlasy televizních kritiků. 
Steve Heisler z The A.V. Clubu napsal: „Je mi líto, ale Jak vyzrát na test bylo asi tak nízké, jak to v dnešní době bývá – zdaleka nejhorší epizoda řady a dost možná jedna z nejhorších epizod, které jsem v této odvážné ‚nové‘ éře žlutých lidí viděl.“. Dílu udělil známku C−.
Erich Asperschlager z TV Verdictu se vyjádřil takto: „Navzdory třem silným scénám a skvělému prvnímu dějství se epizoda sotva odlepila od země a ztroskotala dlouho před tím, co se stalo ve finále Footloose. Možná by bylo dost času na Homerovu veselost, kdyby nevěnovali tolik času klikatému a nakonec nudnému příběhu o Skinnerovi, který se snaží udržet své tupé svěřence v bezpečí poté, co uvíznou v hlavním městě.“.
Robert Canning z IGN dal epizodě známku 8,8 z 10, označil ji za „chytrou, velmi zábavnou půlhodinu“ a pochválil gaučový gag a Homerovu podzápletku, ale dodal, že závěr „nedosáhl toho, co mu předcházelo“. Tento díl byl také na webových stránkách označen za nejlepší epizodu řady.